# Gheorghe Țițeica
Gheorghe Țițeica   (Drobeta-Turnu Severin, 4 d'octubre de 1873 (Julià) - Bucarest, 5 de febrer de 1939), de vegades escrit Georges Tzitzeica (com ell mateix signava sovint els seus escrits) va ser un matemàtic romanès.

## Vida i obra
Després de fer els estudis secundaris al institut Carol I de Craiova, Țițeica va ingressar a la universitat de Bucarest on va tenir com a professor, entre d'altres, Spiru Haret. El 1895 es va graduar a la Scoala Normala Superioară. A continuació va ser professor per breu temps als instituts de Nifon i Galati, fins que el 1897 va ingressar a l'École Normale Supérieure de París, on va preparar la seva tesi doctoral sota la direcció de Gaston Darboux.
En acabar el doctorat va retornar a Bucarest fent de professor substitut a la universitat. El maig del 1900 va ser nomenat professor de geometria analítica i esfèrica substituint el difunt Constantin Gogu, posició que va mantenir fins al 1939, any de la seva mort prematura. També va fer classes simultàniament al Institut Politècnic de Bucarest des de 1928.
Amb altres matemàtics i enginyers va ser el fundador de la revista Gazeta matematică de la que ell va ser l'editor i animador principal. Ell mateix va escriure més de trenta articles per la revista.
La seva obra, centrada en la geometria analítica i superior, consta de dinou llibres i d'un centenar llarg d'articles. Els seus estudis sobre els invariants afins van tenir notable influència en treballs posteriors. A partir de 1907 va començar a desenvolupar les corbes i superfícies avui anomenades de Tzitzeica.